# Zbuntowany Kaloryfer
Zbuntowany Kaloryfer – polski zespół punkrockowy powstały jesienią 1987 r. w Słupcy. Na datę swojego pierwszego koncertu muzycy ironicznie wybrali 70. rocznicę rewolucji październikowej. Wiosną 1988 r. nagrany został materiał na demo, dzięki któremu zespół jeszcze w tym samym roku zakwalifikował się do konkursu na festiwalu w Jarocinie. W 1994 r. ukazał się album „Srał Wam w oko”, a w 1996 r. zespół zawiesił działalność. Jej wznowienie nastąpiło w 2004 r., a rok później kapela ponownie wystąpiła na festiwalu w Jarocinie i ukazała się publikacja filmowa – „Jarocin PRL Festiwal Live DVD”. Twórczość formacji z początków jej działalności zaliczana jest punk rocka. W późniejszym okresie tworzona muzyka stopniowo nabierała brzmienia rock and rollowego, a później punk-metalowego.

## Historia
Zespół muzyczny Zbuntowany Kaloryfer powstał w Słupcy na jesieni 1987 r. Pierwszy koncert zespołu miał miejsce w dniu 7.11.1987 r., w dacie 70. rocznicy rewolucji październikowej. Był to świadomy, pełen ironii wybór jakiego dokonali sami muzycy. Zgromadził on około dwustuosobową publiczność, co – jak na tamte czasy – w realiach małego miasta było sporym wydarzeniem.  Wiosną 1988 r. zespół zrealizował demo na czterośladzie w studiu we Wrześni i z tym materiałem został przyjęty do jarocińskiego konkursu, gdzie udanie zadebiutował.
Po Festiwalu w Jarocinie posypały się propozycje koncertowe, zwłaszcza w Wielkopolsce. W 1989 r. grupa zagrała po raz drugi na festiwalu jarocińskim, gdzie została dobrze przyjęta, ale nie odniosła sukcesu w konkursie. Ustalona w tym czasie renoma koncertowa i stały skład pozwoliły zespołowi na dość częste występy. Formacja zagrała jeszcze w Jarocinie w latach 1991 i 1992. Odejście od ortodoksyjnej muzyki punk w stronę szeroko pojętego rock 'n' rolla spowodowało reakcje sprzeciwu ze strony punkowej publiczności – w 1991 roku na małej scenie grupa Zbuntowany Kaloryfer została na początku występu obrzucona butelkami przez grupkę pijanych punkowców, kończąc jednak swój koncert w przepisowym czasie i zbierając gromkie brawa od wypełnionego po brzegi amfiteatru. W 1993 r. zespół nie został zaproszony do konkursu, jednak zagrał na własnym sprzęcie wraz z zespołem Piotruś Pan koncert na rynku w Jarocinie dla ok. dwóch tysięcy ludzi. W międzyczasie grupa zagrała jako support wiele koncertów, w tym z tak znanymi w Polsce formacjami jak T.Love, Acid Drinkers czy Oddział Zamknięty. W 1993 roku, z mocno już punk-metalowym repertuarem, zespół wybrał się na organizowany przez wojsko festiwal do Węgorzewa. Publiczność po entuzjastycznie przyjętym koncercie nie chciała ich wypuścić ze sceny – organizatorzy obrzuceni zostali różnorakimi przedmiotami, za co obwiniono zespół. W konsekwencji rzekomo sfałszowano werdykt publiczności, by grupa nie wystąpiła w koncercie finałowym. Przez następnych kilka lat Zbuntowany Kaloryfer koncertował jeszcze, cały czas mając za sobą wierną – zwłaszcza w Wielkopolsce – publiczność. Muzycy zawiesili działalność pod koniec 1996 roku. 
Działalność Zespołu została wznowiona w 2004 r., rok później zespół zagrał jako gość na zakończenie konkursowego dnia reaktywowanego festiwalu w Jarocinie. Koncert został zarejestrowany na płycie DVD.
Przykładowe występy z tego okresu oraz zespoły z którymi kapela miała okazję występować na jednej scenie:
- 2012-11-15: Kalisz, pozostali wykonawcy – Padlina Szarika, Dzieci Przemysłowej, De Indigo[3]
- 2012-12-01: Gniezno, koncert charytatywny na rzecz Stowarzyszenia Nasz Wspólny Świat ze Słupcy, pozostali wykonawcy – Moody's, Power Horse[4]
- 2015: Słupca, „Umpowisko 2015”, jubileusz 50-lecia Miejskiego Domu Kultury w Słupcy i 28-lecia pierwszego koncertu zespołu, pozostali wykonawcy – Karen’s Diet, Dogs In Trees i inni[5]
- 2016-09-03: Słupca, „Umpowisko 2016”, pozostali wykonawcy z tego dnia – Ga-Ga/Zielone Żabki, Padlina Szarika, Umpa Rara, Bustergang, Disturbed Of The Order, Bolek i Lolek, Niesamowita Sprawa[3]
- 2017-11-03: Słupca, „Umpowisko 2017”, jubileusz 30-lecia zespołu, pozostali wykonawcy – Plemiono, Karaluch, Dogs In Trees, Karen’s Diet[2][6]
- 2021-11-06: Słupca, „Umpowisko 2021”, pozostali wykonawcy – Padlina Szarika, Hajon, Geregory Noiser, Wysadzeni za Wysoko, Beermeister[7][8].

Nazwa własna zespołu – Zbuntowany Kaloryfer – uznawana była za jedną z ciekawszych pośród licznych oryginalnych nazw punkowych kapel i bywa wymieniana oraz ujmowana w publikacjach czy zestawieniach dotyczących nietuzinkowego nazewnictwa formacji muzycznych.

## Dyskografia
Albumu muzyczne zespołu:
- demo (1988)
- „Srał Wam w oko” (1994)
- „Jarocin PRL Festiwal Live DVD” (2005)